# Puerto Boyacá (kommun)
Puerto Boyacá är en kommun i Colombia.   Den ligger i departementet Boyacá, i den centrala delen av landet, 160 km norr om huvudstaden Bogotá. Antalet invånare är 50 301. Arean är 1 472 kvadratkilometer.
Terrängen i Puerto Boyacá är varierad.